# Iglesia de San José (El Astillero)
La iglesia de San José es un templo de culto (A Atua) católico situado en el municipio cántabro de El Astillero (España), su estilo es neorrománico y fue construida a mediados del siglo XX.

## Historia
La iglesia se empezó a construir en 1947, tras la demolición de la anterior iglesia que fue construida en 1890, y se inauguró en 1949, siendo el arquitecto Juan José Rasines.

## Descripción del edificio
Se trata de un templo de tres naves de corte neorománico, con techo de estilo neomudéjar y una torre de doble campanario.
En su interior posse un cristo yacente tallado en madera por el escultor santoñés Víctor de los Ríos. El retablo mayor data del siglo XVIII y es de estilo churrigueresco. Representa a la Virgen del Rosario sosteniendo al Niño y en la parte superior hay una talla de Santa Bárbara.